# Starobilsk
Starobilsk (en ukrainien : Старобільськ) ou Starobelsk (en russe : Старобельск) est une ville de l'oblast de Louhansk, en Ukraine, et le centre administratif du raïon de Starobilsk. Sa population s'élevait à 18 297 habitants en 2013.

## Géographie
Starobilsk est située au bord de la rivière Aïdar, affluent de rive gauche du Donets et appartenant au bassin hydrographique du fleuve Don, à 85 km au nord-ouest de Louhansk, en Ukraine.

## Histoire
Starobilsk est connue depuis 1686. Elle a le statut de ville depuis 1938.
Après l'invasion de la Pologne orientale par l'Armée rouge en septembre 1939, un camp de prisonniers de guerre y fut créé pour les militaires polonais. Ceux-ci furent tués en avril et en mai 1940 dans les locaux du NKVD, à Kharkiv.
En 2014, le bataillon Aidar est basé à Starobilsk.
La ville est occupée par la Russie en mars 2022 lors de la Bataille de Starobilsk dans le cadre de l'invasion de l'Ukraine par la Russie.

## Population
| 1897   | 1923   | 1926    | 1939    | 1959    | 1970    |
| ------ | ------ | ------- | ------- | ------- | ------- |
| 9 801* | 6 149* | 13 931* | 14 419* | 19 519* | 22 341* |

| 1979    | 1989     | 2001    | 2011   | 2012   | 2013   |
| ------- | -------- | ------- | ------ | ------ | ------ |
| 23 851* | 25 053 * | 22 371* | 18 796 | 18 614 | 18 297 |

## Transports
Starobilsk se trouve à 113 km de Louhansk par le chemin de fer via la sa gare et à 95 km par la route.

## Lieux d'intérêt

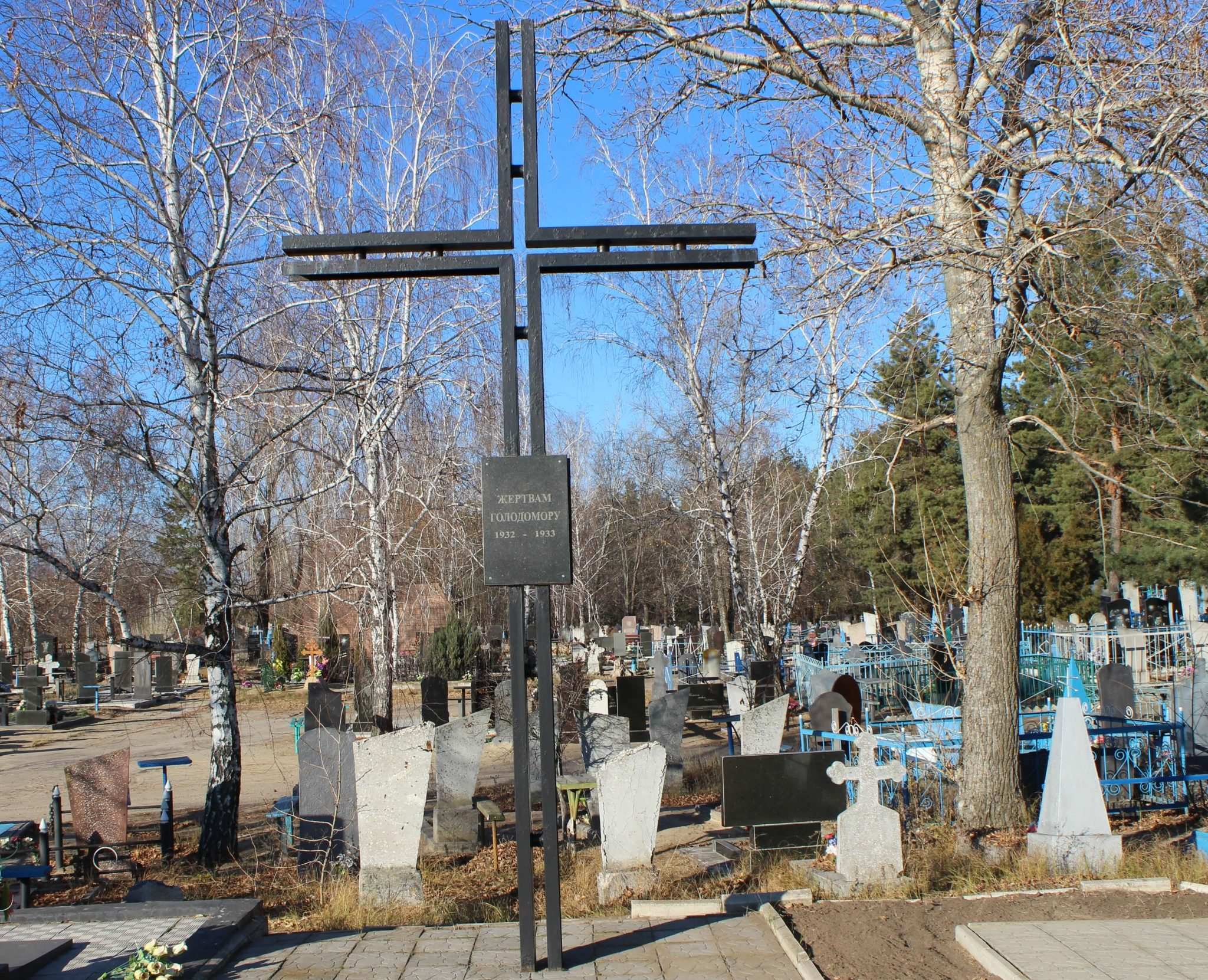
Mémorial aux victimes de l'Holodomor,
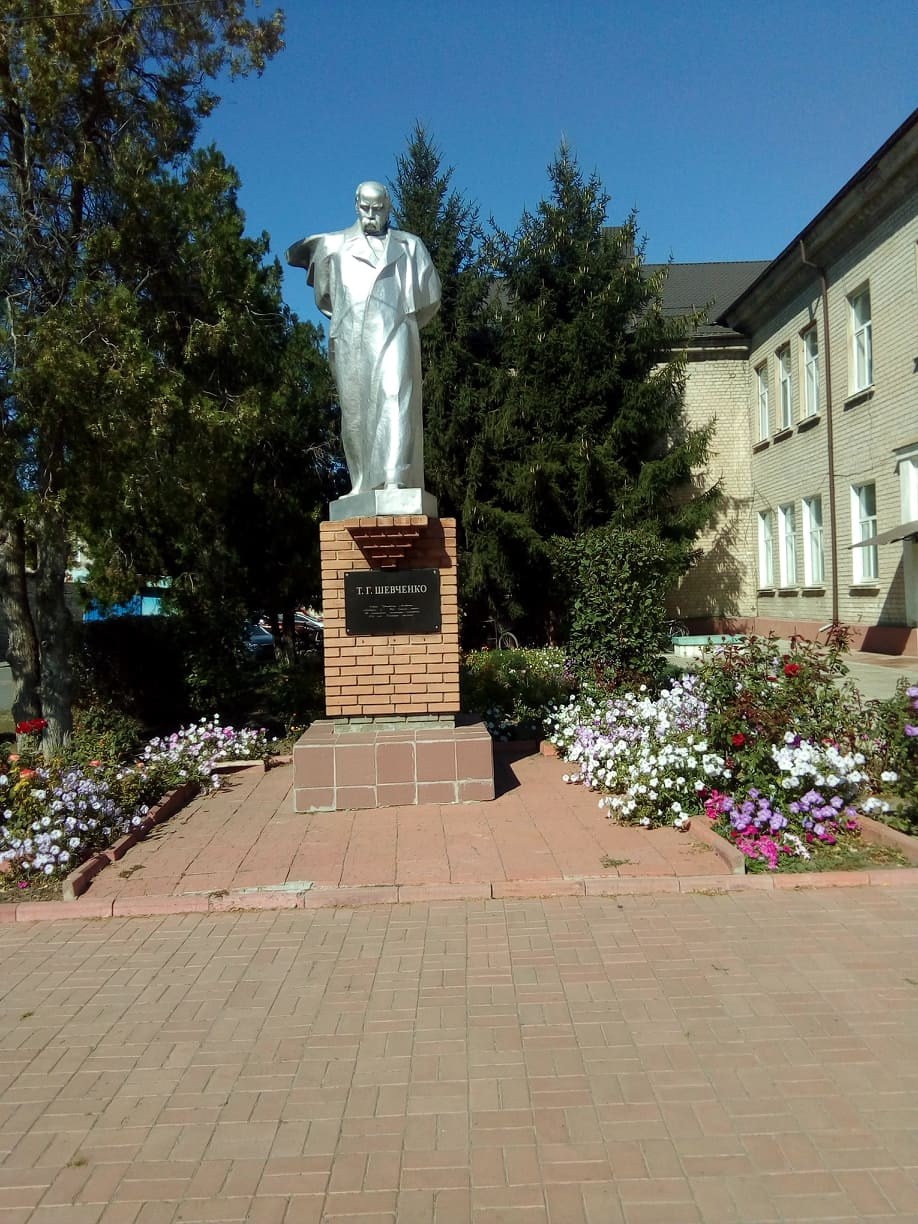
et à Taras Chevtchenko,
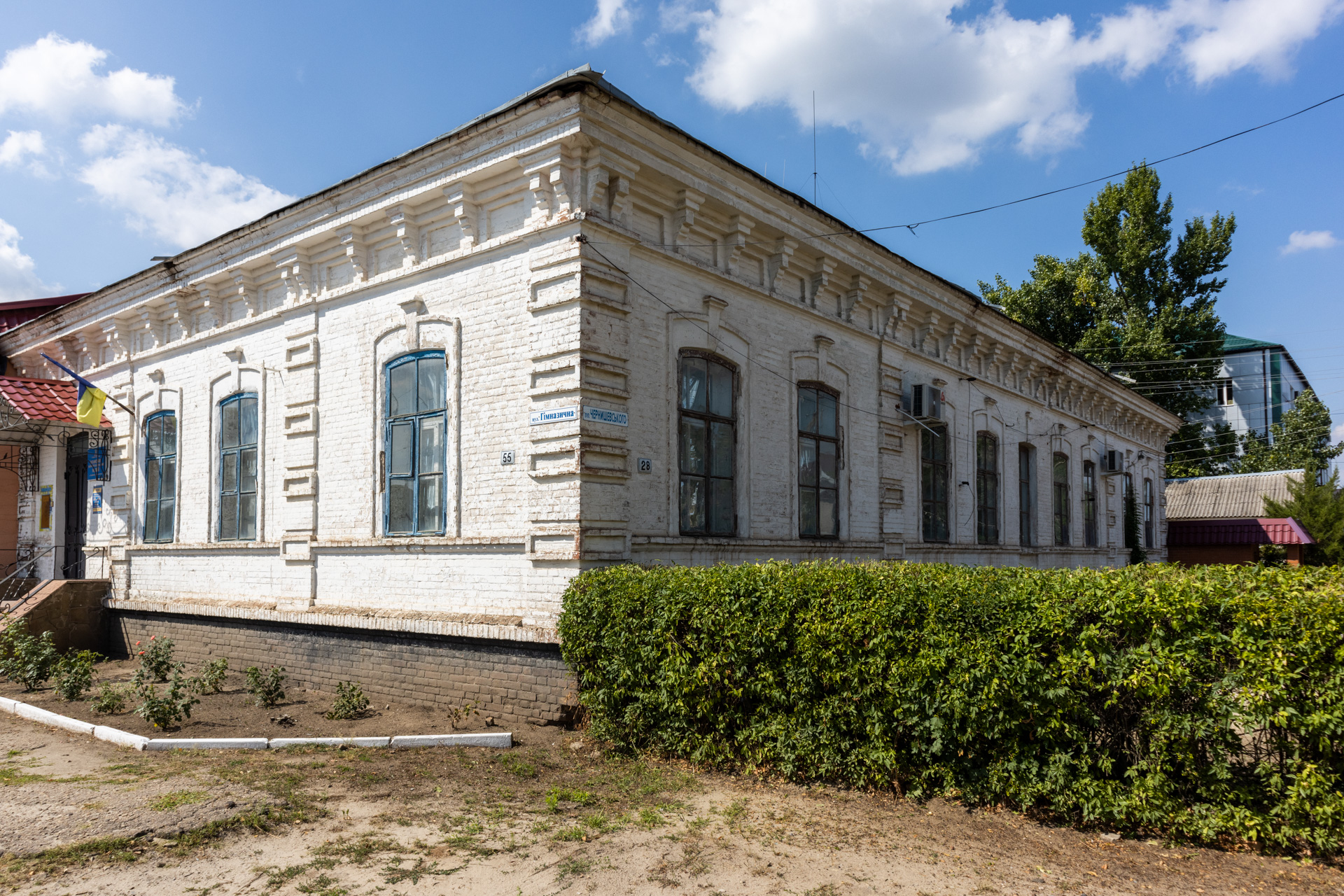
le musée local,
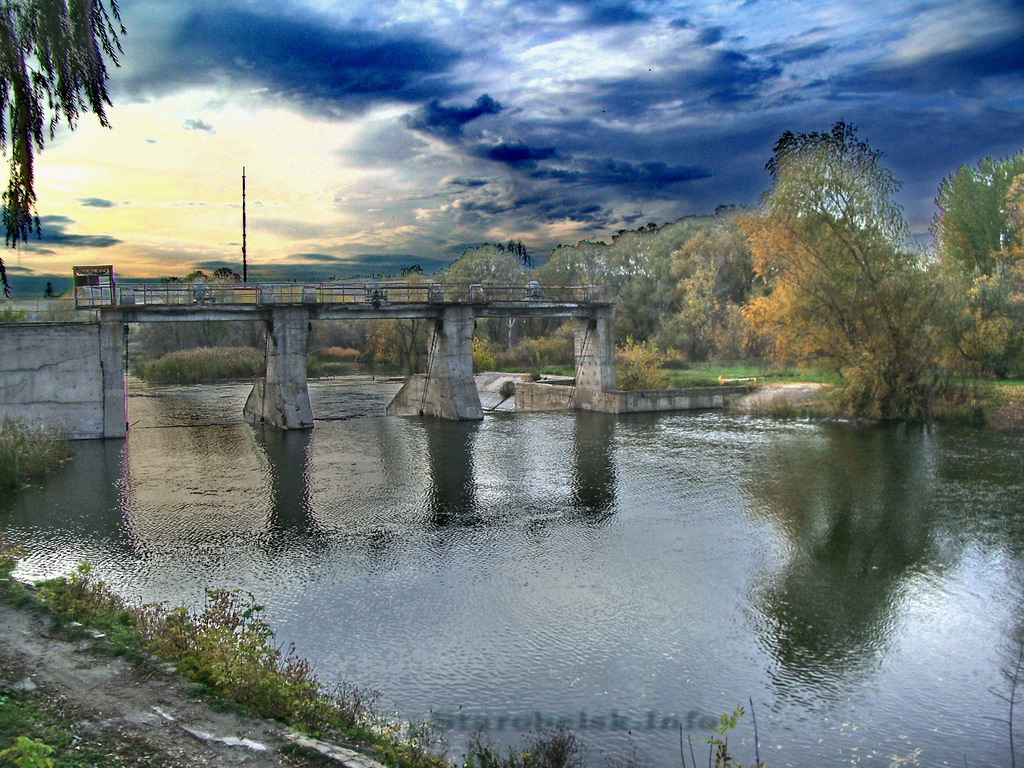
barrage sur la rivière Aïdar,
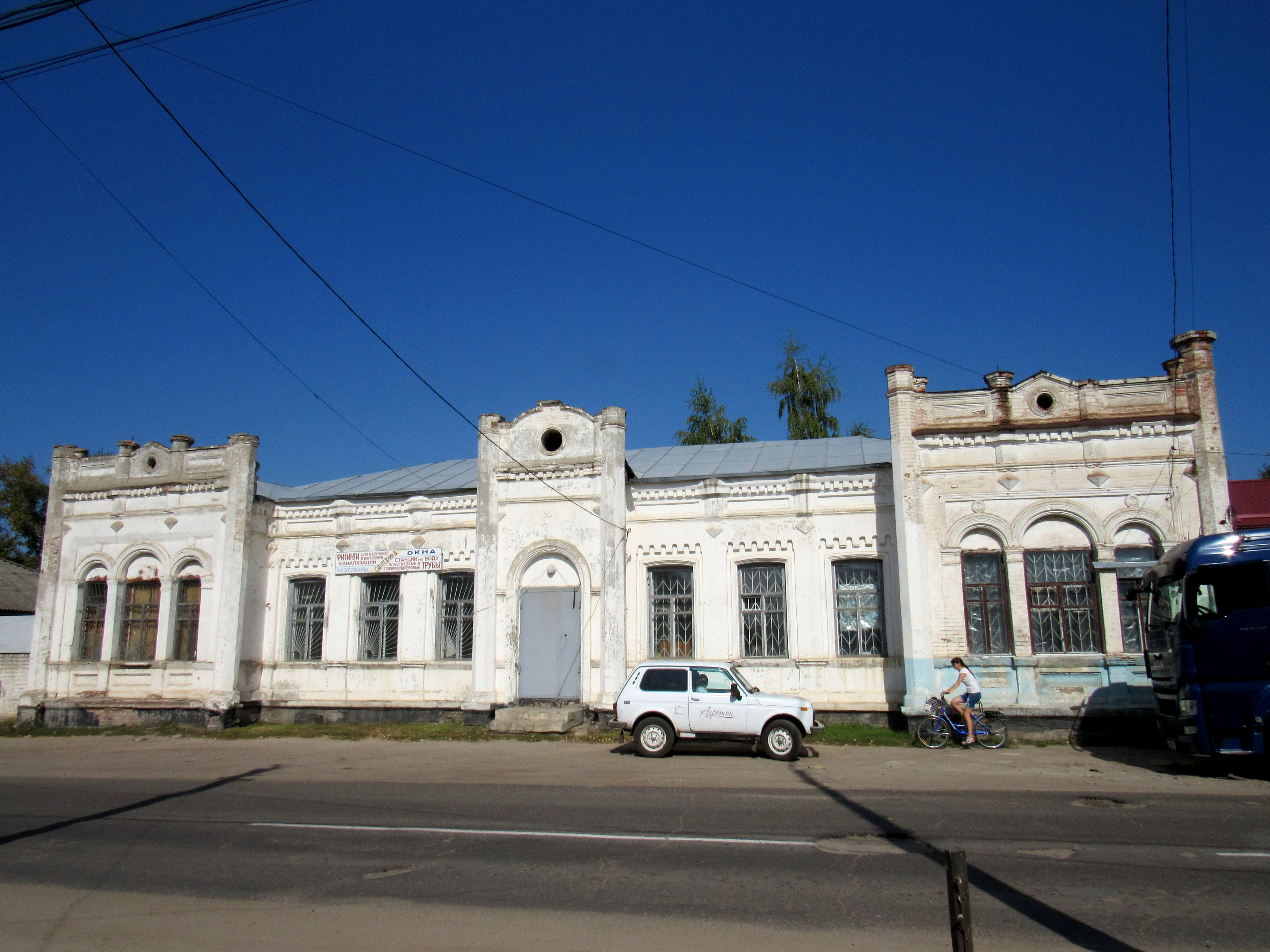
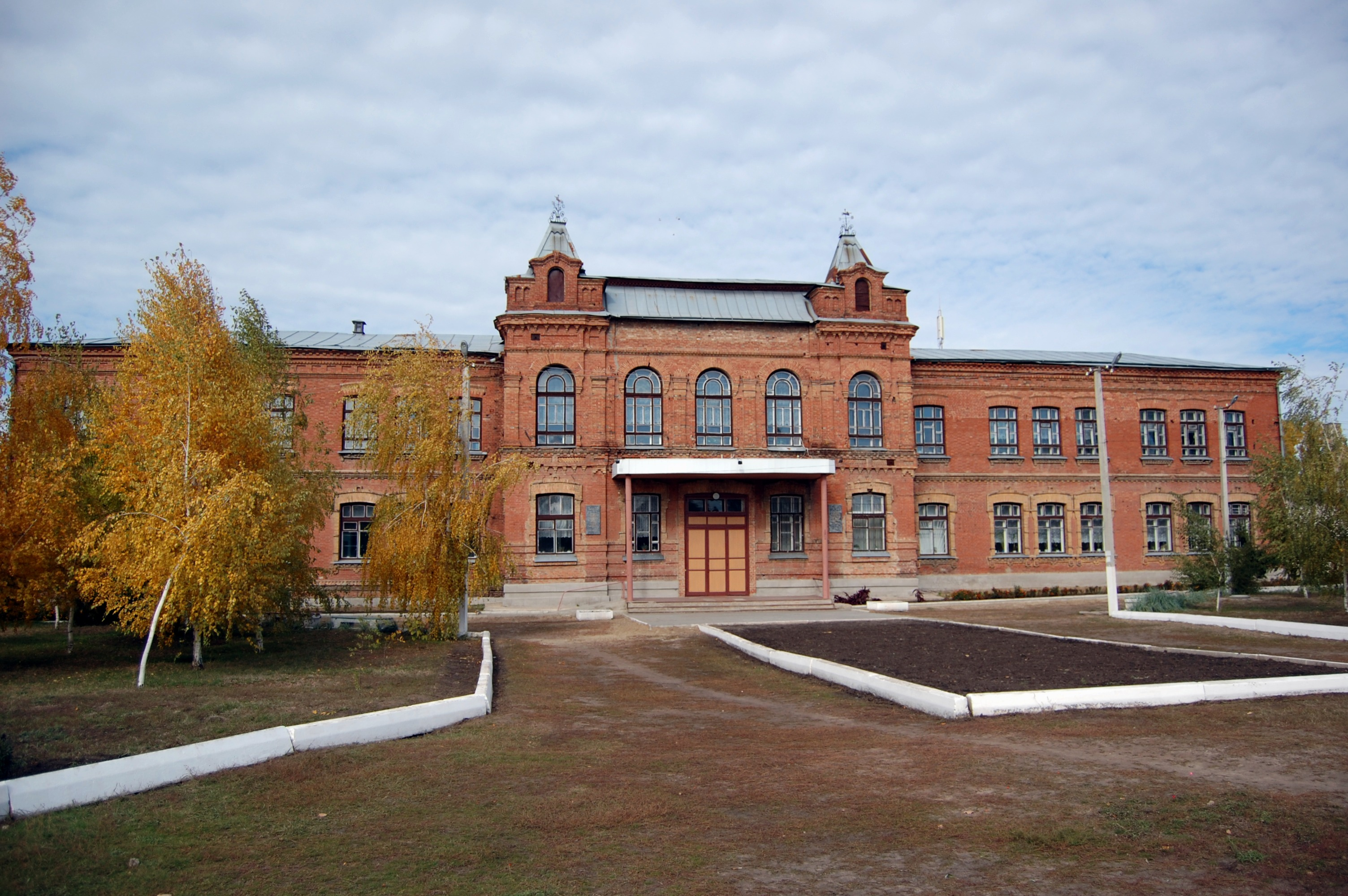
l'Université,
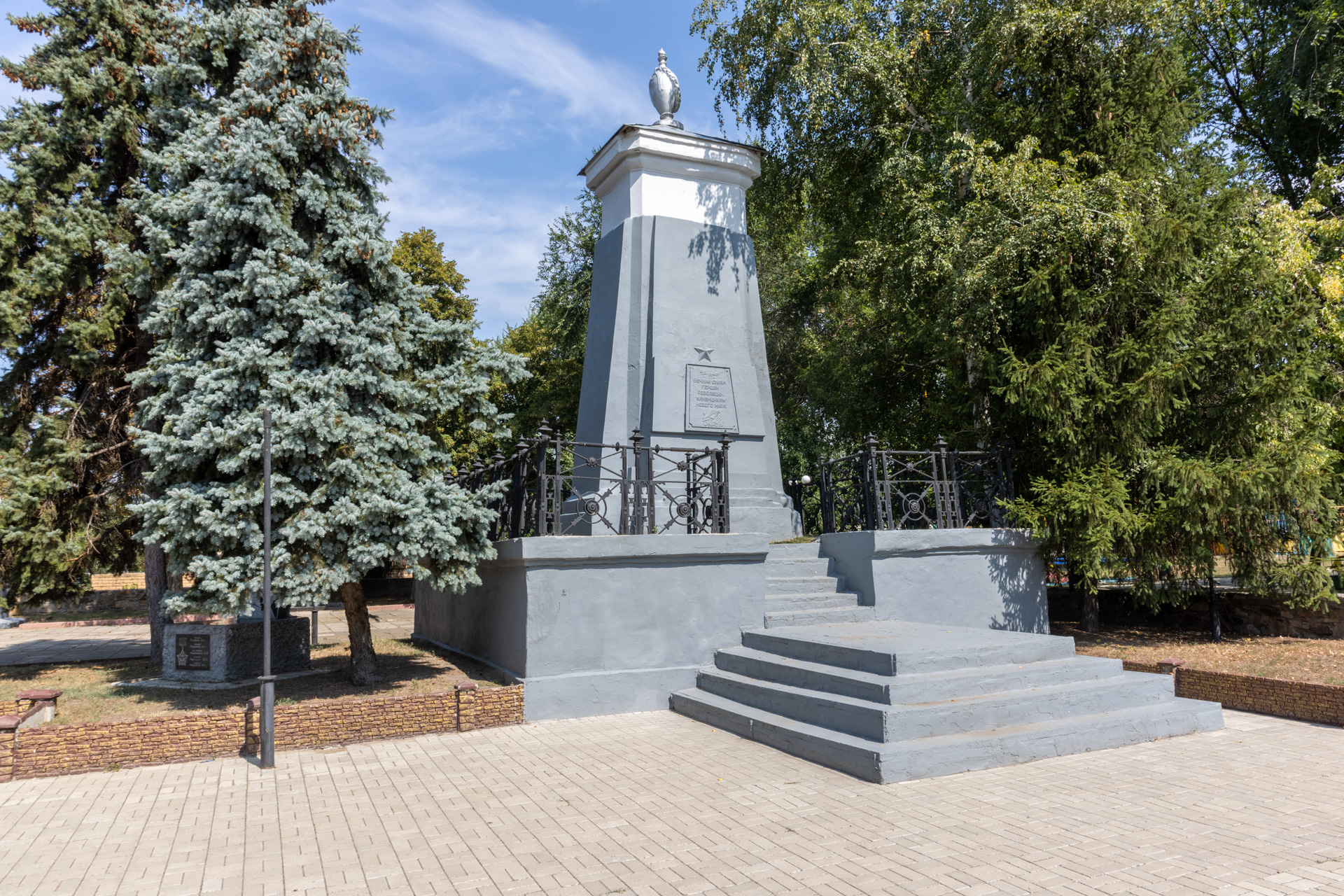
mémorial aux victimes de la Seconde guerre mondiale.

## Jumelage
- Lublin (Pologne)